# シュテファン・パッラ
シュテファン・パッラ（Stephan Palla、1991年3月31日 - ）はオーストリア・ニーダーエスターライヒ州・マウエルバッハ出身のサッカー選手。フィリピン代表。ポジションはディフェンダー・サイドバック。
タイ・リーグ1・ブリーラム・ユナイテッドFC所属。

## 経歴
9歳でオーストリア・ブンデスリーガに属する名門SKラピード・ウィーンの育成アカデミーに入団。17歳でレギオナルリーガ（3部）に属するセカンドチームでプレーするようになり、2008年3月のFCヴァッカー・インスブルック戦でオーストリア・ブンデスリーガ（1部）に属するトップチームでのデビューを果たす。
当時のU18チーム及びセカンドチームでのチームメートには後にイングランド・プレミアリーグのアストン・ヴィラFCに引き抜かれるアンドレアス・ヴァイマンやFCレッドブル・ザルツブルクに移籍するヤシン・ペリヴァンらがいた。
リーグ屈指の強豪の一つであるSKラピード・ウィーンのトップチームでの定期的な試合出場はまだ厳しく、試合経験を積ませるために20歳の頃からオーストリア・ブンデスリーガ2部に属するFCルステナウ07、スロバキア・フォルトゥナ・リーガ（1部）に属するFC DAC 1904ドゥナイスカー・ストレダ、オーストリア・ブンデスリーガ（1部）に属するFCアドミラ・ヴァッカー・メードリングにレンタルされた。
2013-14年シーズンは古巣のSKラピード・ウィーンに復帰。国内リーグのみならずUEFAヨーロッパリーグ本大会にも出場し、ウクライナのFCディナモ・キーウやベルギーのKRCヘンクと対戦し2アシストを記録した。
2014年7月に同じくオーストリア・ブンデスリーガに属するヴォルフスベルガーACに移籍した。不動の左サイドバックとして主力に定着。2015-16年シーズンにはUEFAヨーロッパリーグへの出場を果たし、FCシャフティオール・ソリゴルスク及びボルシア・ドルトムント戦でフル出場した。
2018年7月、SKNザンクト・ペルテンに移籍した。
2019年7月、タイのブリーラム・ユナイテッドFCに移籍した。

## タイトル

### クラブ
SKラピード・ウィーン
- オーストリア・ブンデスリーガ 優勝（1回）：2007-08

FCアドミラ・ヴァッカー・メードリング
- オーストリア・ブンデスリーガ2部 優勝（1回）：2010-11

## 代表歴
U20までの各カテゴリーではシュテファン・イルザンカー（RBライプツィヒ）、ギド・ブルクシュタラー（シャルケ04）、アレクサンダー・グリューンヴァルト（FKアウストリア・ウィーン）、ヤコブ・ヤンチャー（チャイクル・リゼスポル）らと共にオーストリアのアンダー代表に招集されていたが、最終的に母親の出身国であるフィリピンのA代表を選択。
トーマス・ドゥーリー代表監督の下、2015年6月11日に行われたバーレーンA代表戦でフィリピンA代表としてのデビューを果たした。